# حكاوي المسرح (الآيسلندي)

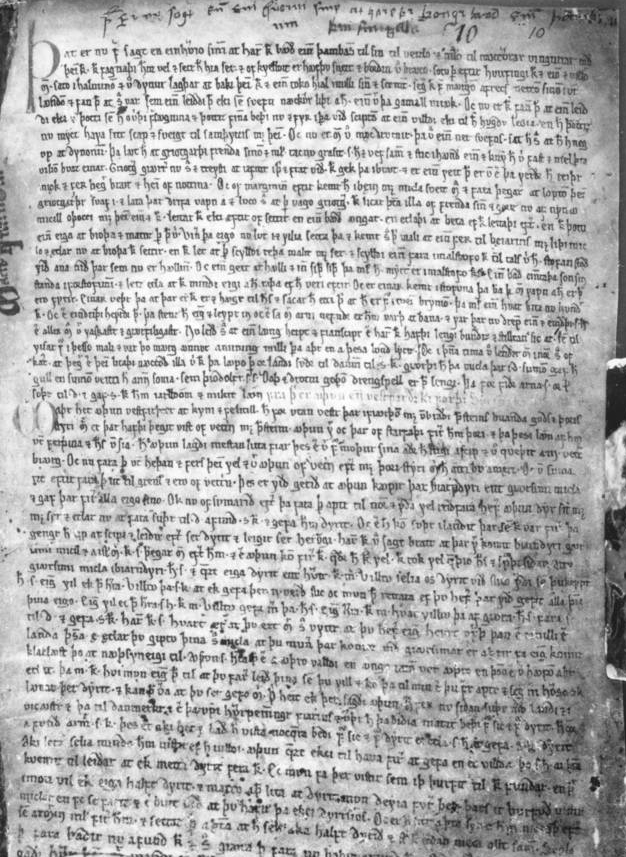
مخطوطات تحتوي على مجموعة من الحكاوي

الحكاوي (المفرد الإسكندنافي القديم التتر، وتعني حرفياً «فتلة» من حبل أو الغزل)  قصص قصيره تداولت في الغالب خلال القرنين الثالث عشر والرابع عشر في آيسلندا.
توجد غالبية مخطوطات القصص في مخطوطين موجزين، موركينسكينا [الإنجليزية] وفلايتيجابوك [الإنجليزية] وبعض فحواه استطرادات في ملاحم الملوك. ويعتبر سفيريه توماسون ممن تواجدوا في موركينسكينا على الأقل نموذجًا أو رسومًا توضيحية لا تنفصل عن الروايات التي تحتويهم، وملء صورة صفات الملوك، الجيدة منها والسيئة، بالإضافة إلى إضافة لمسه هزلية.

## الحكايات الأيسلندية
تركز الحكايات القصيرة أو Íslendinga ættir على الآيسلنديين، وفي الغالب تتحدث عن رحلاتهم إلى البلاط الملكي النرويجي.
قائمة الحكايات القصيرة:
 

### الحكايات الأسطورية
- Ásbjarnar áttr Selsbana
- هيلجا ستر طيب ألفس
- Helga áttr Þórissonar
- نورنا-جيستس ستارت
- راجنارسونا ستر
- Sörla áttr
- Tóka áttr Tókasonar
- Völsa áttr
- orsteins atr bæjarmagns

### أخرى
- برينا آدامز باي سكوبس
- Eindriða áttr ok Erlings
- ينابيع ايموندار شتتر
- Eymundar þáttr af Skörum
- هالفدانار عتر سفارتا
- Haralds áttr grenska
- Haralds áttr hárfagra
- Hemings áttr Áslákssonar (نسختان)
- Hróa áttr heimska
- sleifs áttr byskups
- Knúts áttr hins ríka
- Orkneyinga þáttr
- أوتو شتتر كيسارا
- Ólafs áttr Geirstaðaálfs
- Styrbjarnar áttr Svíakappa

## الترجمات
- Waggoner، Ben (2010). Sagas of Giants and Heroes. New Haven, CT: Troth Publications. ISBN:978-0578059334. (Tale of Halfdan the Black, 1-11; Tale of Hauk High-Breeches, pp. 11–20; Tale of Jokul Buason, pp. 53–64; Tale of Brindle-Cross, pp. 65–72)